# ویولا (روستا)
ویولا (روستا) (به انگلیسی: Viola, Illinois) یک منطقهٔ مسکونی در ایالات متحده آمریکا است که در ایلینوی واقع شده‌است.